# Torre Cultura
A Torre Cultura é uma torre de transmissão da TV Cultura. Se destaca no ponto mais alto do bairro do Sumaré, na cidade de São Paulo, capital, localizada na Avenida Doutor Arnaldo, 1761. A torre da TV Cultura está a 973 metros de altitude e tem 159 metros de altura, medidos do solo ao topo.
Foi implementada a exigência do Aeroporto de Congonhas para que se utilizasse luzes de alta intensidade no topo da construção, baixa intensidade no segmento intermediário e pintura contrastante com o meio ambiente. Apresentou iluminação verde.

Inaugurada em 1992, a Torre Cultura foi projetada pelo arquiteto Jorge Caron. Tem projeto diferenciado, com geometria e aparência bastante distintas das outras torres de transmissão que se localizam no espigão da Avenida Paulista. É considerada um ponto de referência na paisagem e um "cartão postal" da cidade.

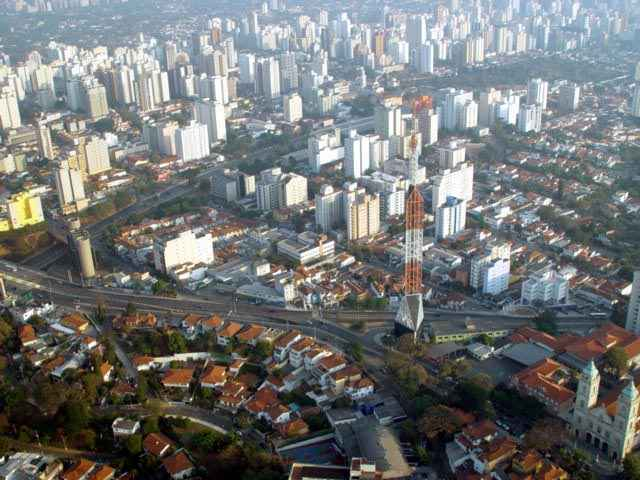
Vista aérea do bairro de Sumaré e da Torre Cultura

## Transmissões

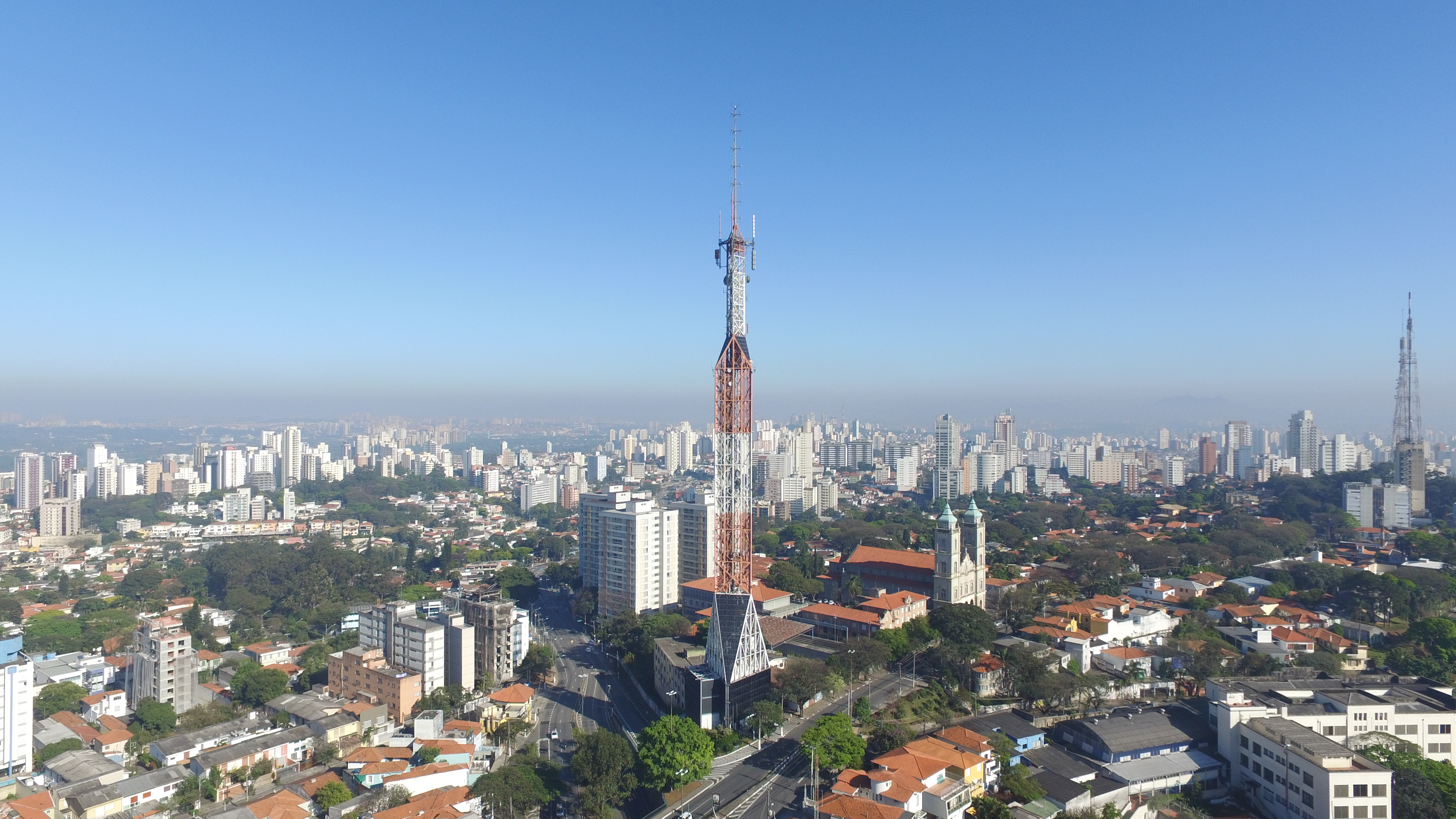
Foto de Willians R. Angenendt (2015)

A Torre Cultura transmite os seguintes canais:
| Canal          | Emissora                                       | Período de transmissão |
| -------------- | ---------------------------------------------- | ---------------------- |
| 24 UHF digital | 2.1 TV Cultura 2.2 Univesp TV 2.3 MultiCultura | Desde 2007             |
| 39 UHF Digital | (8.1) TV Câmara                                | 2012                   |
| 39 UHF Digital | (8.2) Rede ALESP                               | 2007                   |
| 39 UHF Digital | (8.3) TV Câmara SP                             | 2007                   |
| 39 UHF Digital | (8.4) TV Senado                                | 2013                   |
| 38 UHF Digital | (1.1) TV Brasil HD                             | 2007                   |
| 38 UHF Digital | (1.2) Canal Gov                                | 2019                   |
| 42 UHF Digital | (64.1) TV Justiça                              | 2008 - 2021            |
| 42 UHF Digital | (64.2) Ponto Jus                               | 2008 - 2019            |

Além disso, transmite as seguintes emissoras de rádio:
| Frequência | Descrição            | Transmissão  |
| ---------- | -------------------- | ------------ |
| 103.3 MHz  | Cultura FM           | 1992 - no ar |
| 77.9 MHz   | Rádio Cultura Brasil | 2021 - no ar |